# Johann Wilhelm Baur

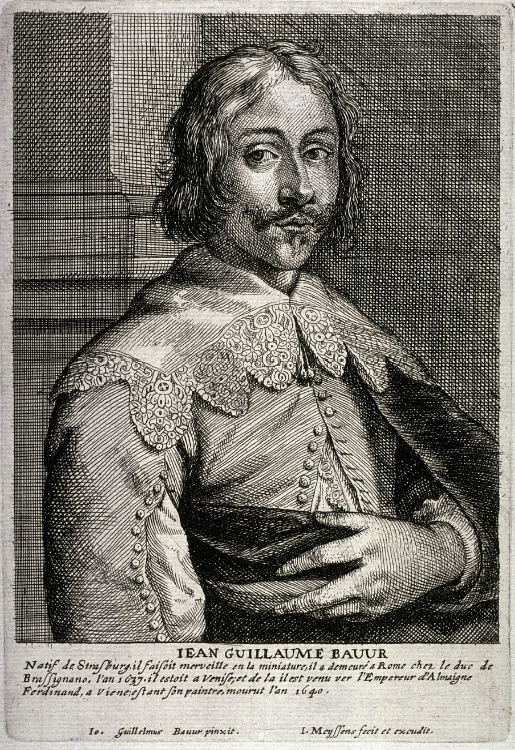
Johann Wilhelm Baur, Stich von Jan Meyssens nach einem Selbstporträt, 1640

Johann Wilhelm Baur, auch Bauer (* 31. Mai 1607 in Straßburg, Elsass; † Januar 1640 in Wien) war ein deutscher Radierer, Miniaturmaler und Kupferstecher des Barocks.

## Biographie
Johann Wilhelm Baur wurde am 31. Mai 1607 in Straßburg geboren. Von 1631 bis 1637 war er in Italien tätig, anschließend in Wien. Dort arbeitete er in seinen letzten Jahren auch als Hofmaler. Baur starb im Januar 1640 in Wien.

## Werke (Auswahl)
In seiner Arbeit als Kupferstecher ließ Baur sich von Jaques Callot und Stefano della Bella inspirieren.
Er illustrierte u. a. Ovids Metamorphosen.

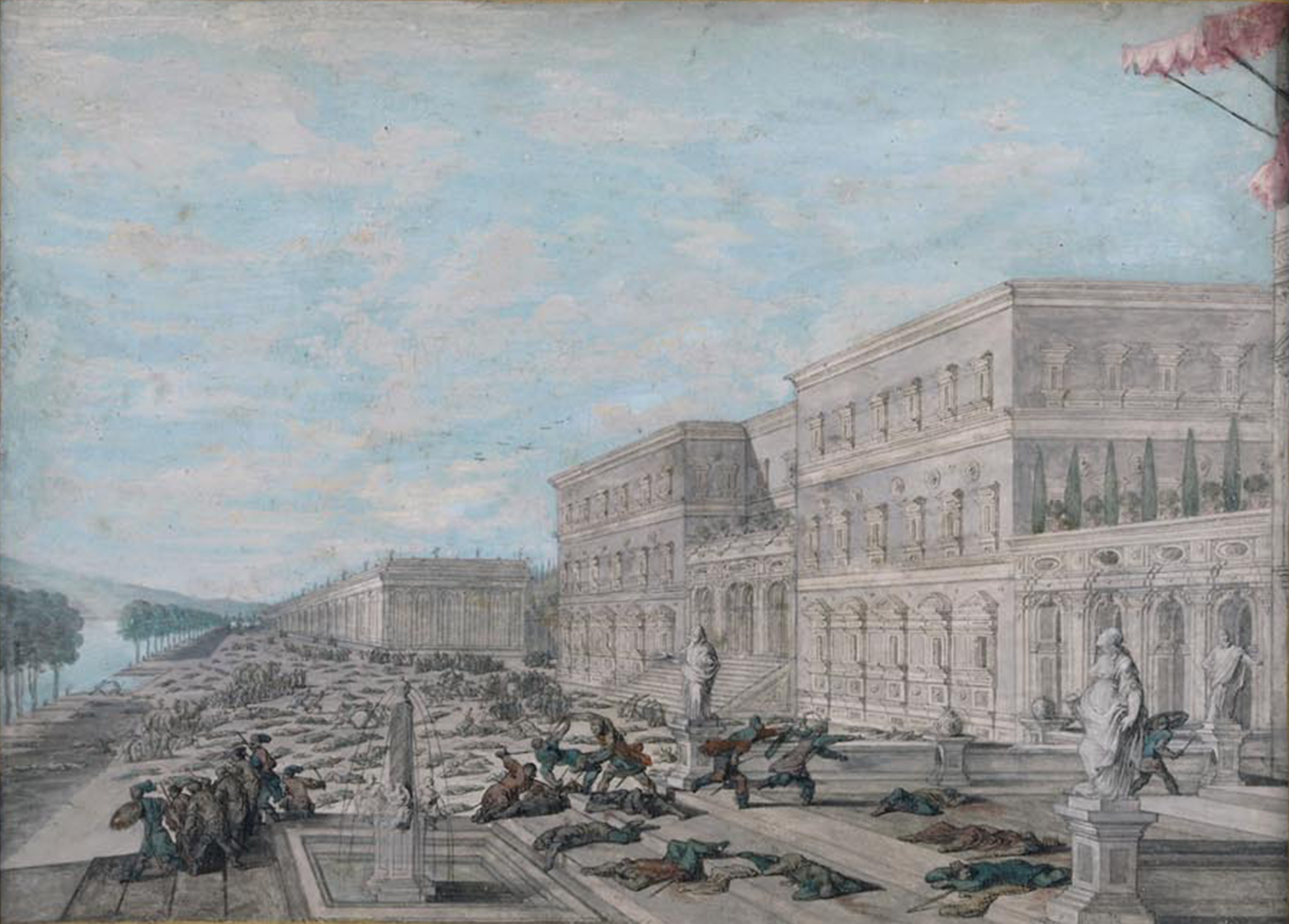
Sieg über die Midianiter
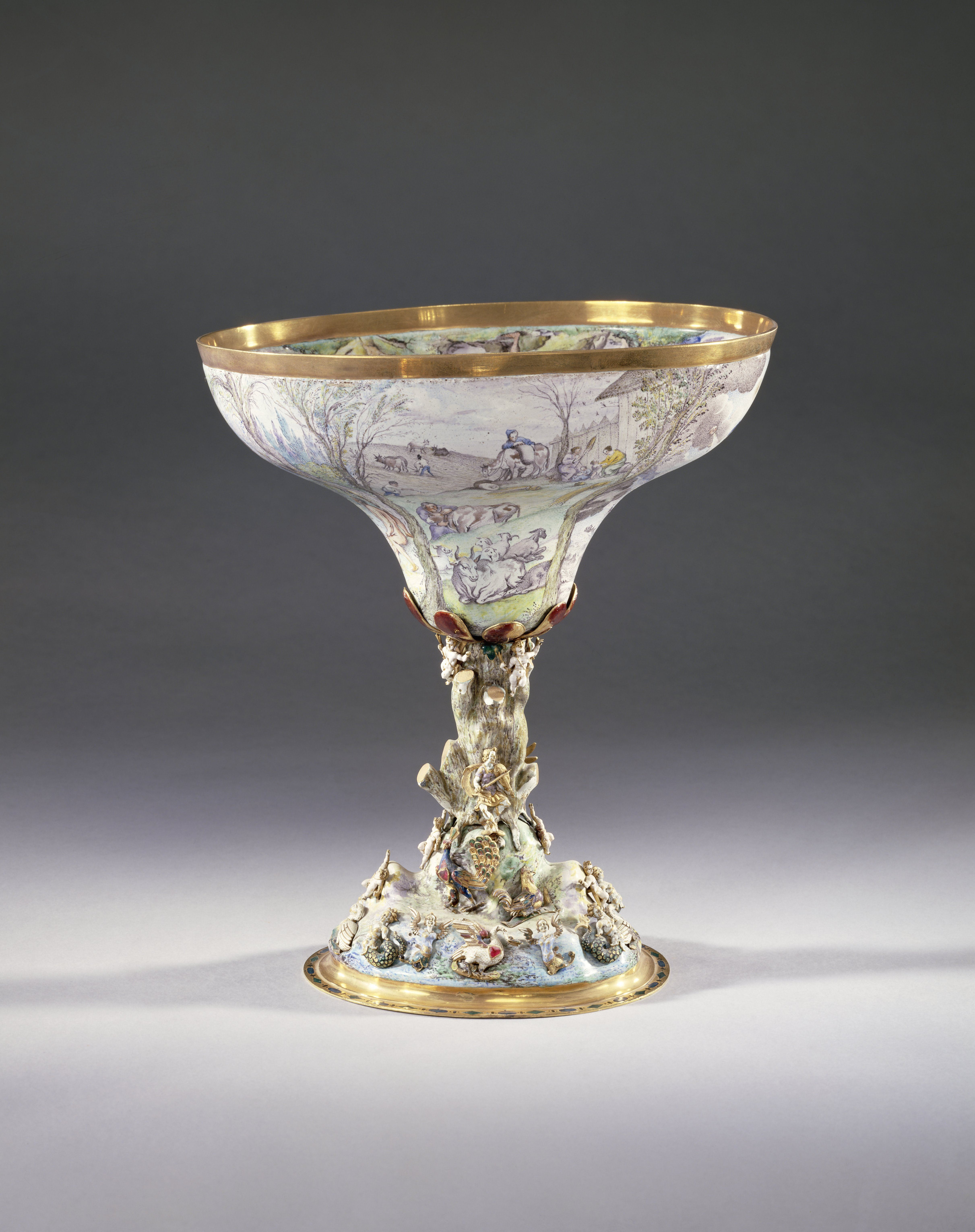
Kelch, gestaltet nach Ovids Metamorphosen
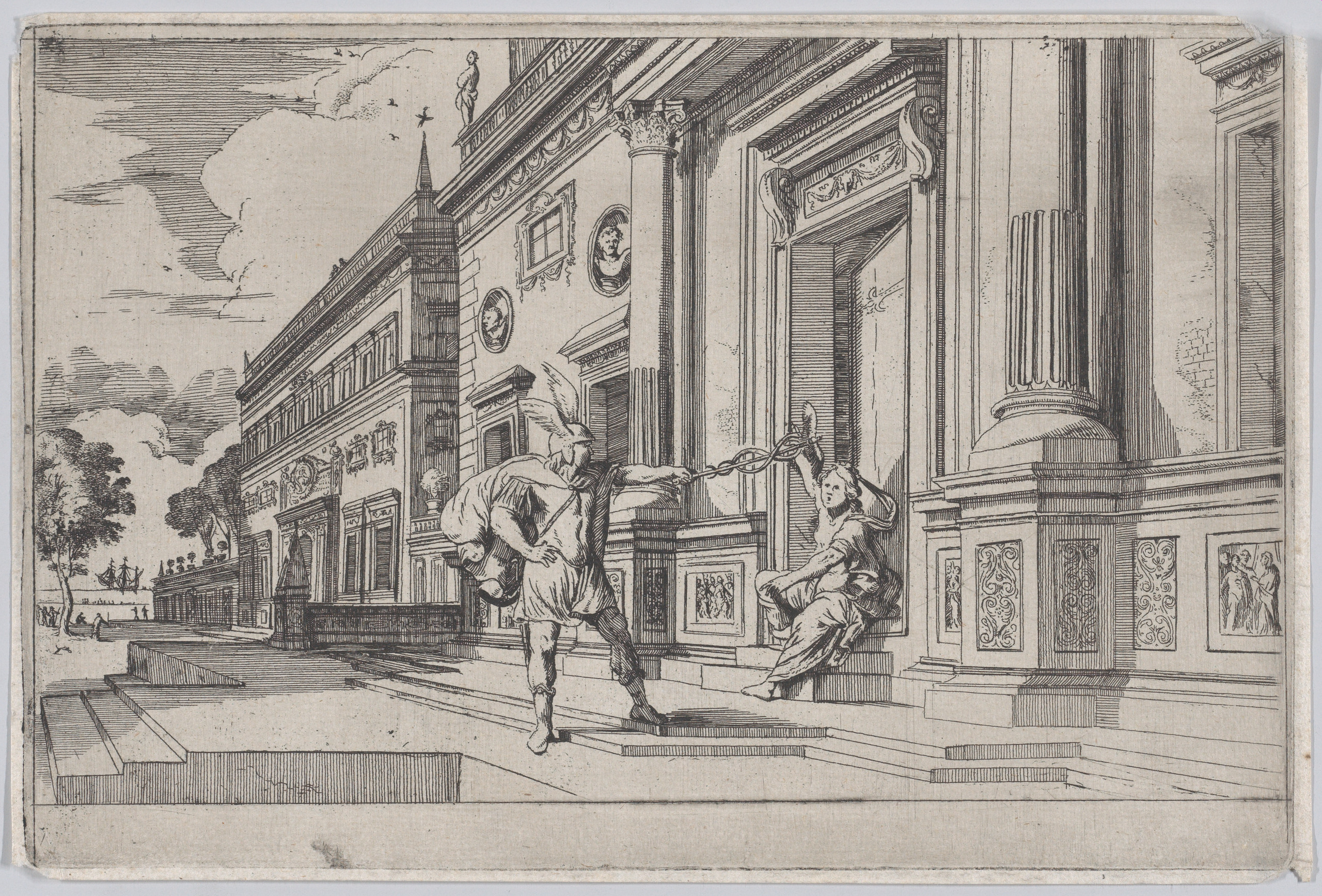
Merkur und Aglauros, aus Ovids Metamorphosen
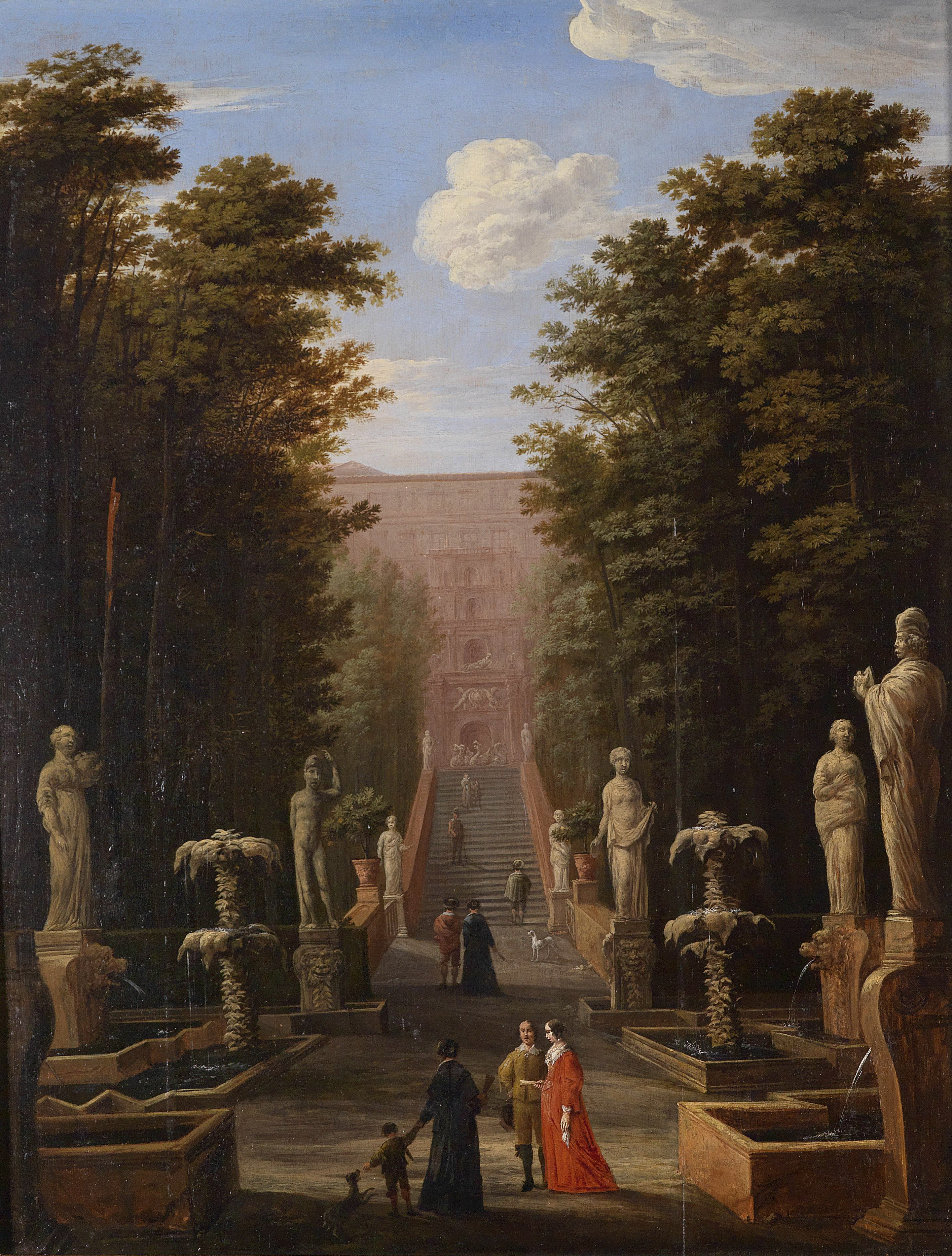
Gesellschaft in den Gärten der Villa d’Este
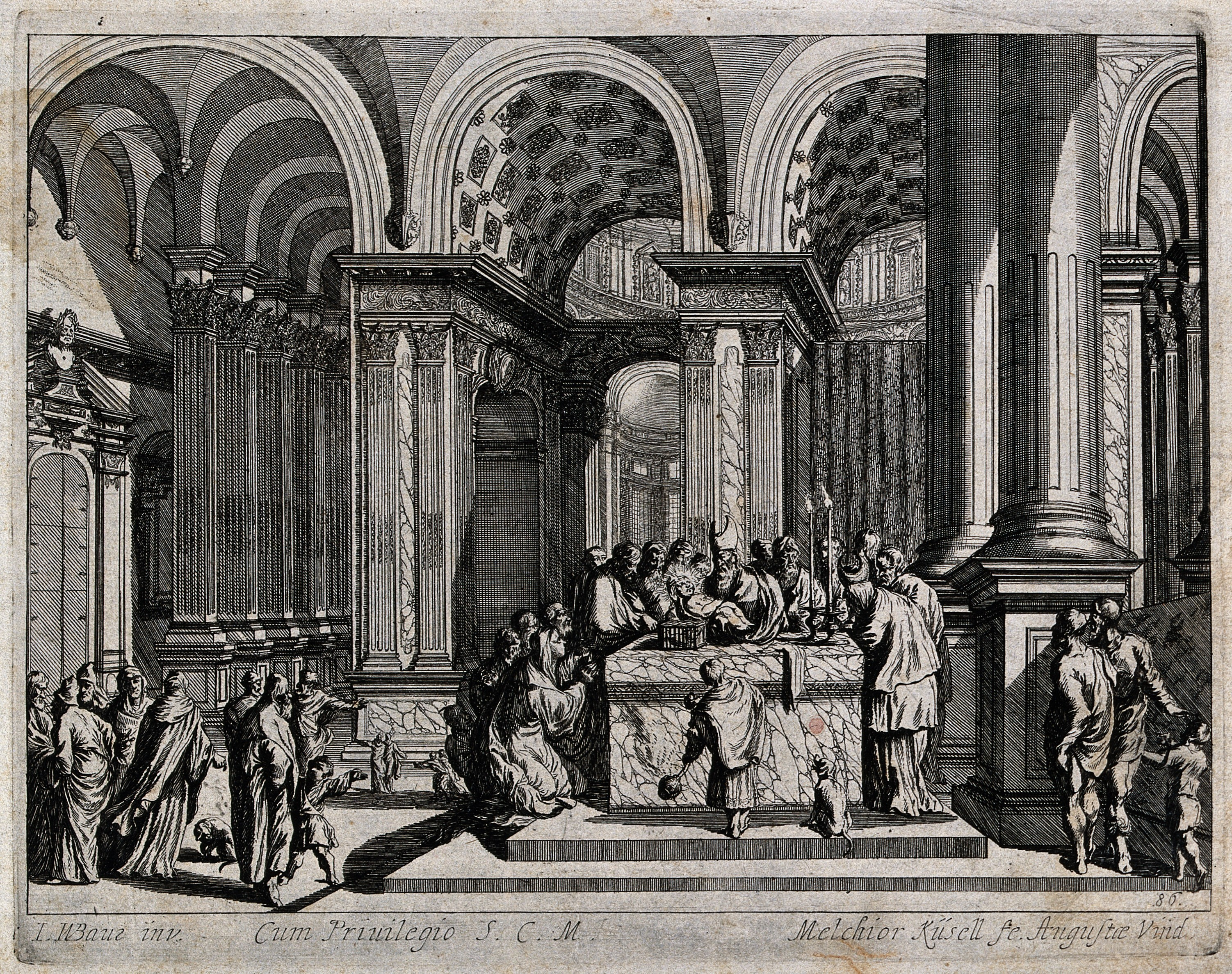
Der Hohepriester des Tempels inspiziert den beschnittenen Christus

Seine Werke sind unter anderem im Louvre in Paris, in der Akademie der bildenden Künste Wien und im Grafikkabinett Straßburg ausgestellt.